# Andrena comta
Andrena comta là một loài Hymenoptera trong họ Andrenidae. Loài này được Eversmann mô tả khoa học năm 1852.